# Dan O'Donovan (coureur)

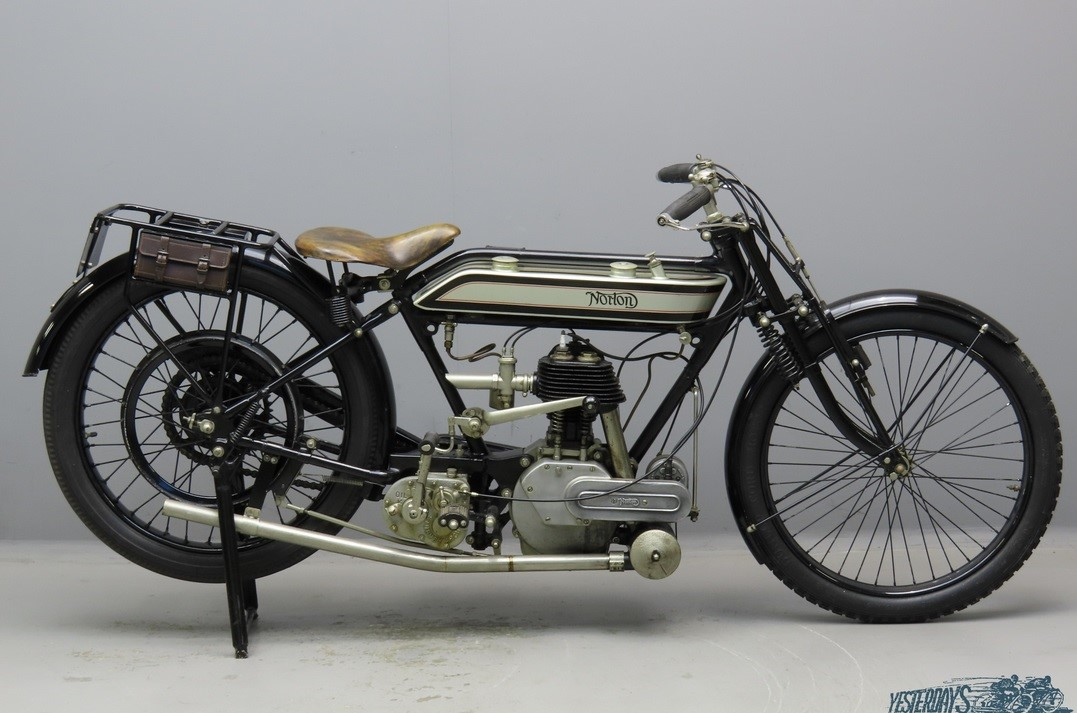
Norton Model 16H BS uit 1921

'Daniel R. "Wizard" O'Donovan was een Brits amateur-motorcoureur, maar hij werd vooral bekend door zijn werk als constructeur en tuner voor het merk Norton. Daar dankte hij ook de bijnaam "Wizard" aan.
O'Donovan had al deelgenomen aan de TT van Man van 1912, waar hij met een Singer uitviel. Tijdens de TT van 1913 werd hij met een NSU vierde in de Junior TT.

## RT Shelley
In 1913 redde het bedrijf van O'Donovans zwager Bob Shelley, R.T. Shelley, Norton van het faillissement door de motorfietsfabrikant over te nemen. R.T. Shelley maakte boordgereedschappen en krikken voor de Britse auto-industrie. Zo kwam ook Dan O'Donovan bij Norton terecht. Shelley gaf hem een positie in het management. In de TT van 1914 viel hij met een Norton 3½ HP Model uit.

## Norton Model 7 BS, Model 8 BRS, Model 16 BS en Model 16H BS
O'Donovan reed ook op het circuit van Brooklands. Dat was een hogesnelheidscircuit waar alleen topsnelheid van belang was. Ook Norton-eigenaar James Lansdowne Norton had er in 1912 een race gewonnen. O'Donovan tunede motorfietsen van het Norton 3½ HP Model zodat hun topsnelheid hoger werd. Vervolgens testte hij ze op Brooklands om de daadwerkelijke topsnelheid vast te stellen. Dat verliep als volgt:
De 490cc-zijklepmotoren werden in kratten naar Brooklands gebracht en in het "Old Miracle"-frame gemonteerd. Dan werden ze 20 ronden lang ingereden. Daarna werden ze grondig geïnspecteerd: de kleptiming, de ontsteking, de zuigers, de lagers enz. werden gecontroleerd.
Daarna reed O'Donovan een aantal getimede ronden met de machines. Als ze 70 mijl per uur haalden kregen ze een certificaat met de aanduiding "Brooklands Special". Als ze 65 mijl per uur haalden werd er "Brooklands Road Special" vermeld. Zo ontstonden het Norton Model 7 BS en het Norton Model 8 BRS. In 1919 werd het 3½ HP Model opgevolgd door het Norton Model 16, maar ook daarvan verschenen "BS" en "BRS"-versies. De BS werd de eerste productieracer ter wereld en was meestal voorzien van een Binks-carburateur, de BRS (als clubmanracer verkocht) soms ook, maar daarbij werden ook carburateurs van andere fabrikanten (Brown & Barlow en Amac) gebruikt.